# Ischnopterapion loti
Ischnopterapion loti – gatunek chrząszcza z rodziny pędrusiowatych i podrodziny Apioninae. Zamieszkuje zachodnią i środkową część palearktycznej Eurazji oraz zachód Afryki Północnej. Żeruje na bobowatych, głównie na komonicach.

## Taksonomia
Gatunek ten opisany został po raz pierwszy w 1808 roku przez Williama Kirby’ego pod nazwą Apion loti. W 1990 roku Miguel A. Alonso-Zarazaga wyznaczył go gatunkiem typowym rodzaju Ischnopterapion.

## Morfologia
Chrząszcz o ciele długości od 1,9 do 2,5 mm, ubarwionym czarno i porośniętym szarymi włoskami (włosowatymi łuskami). Wierzch ciała określany jest jako matowy do słabo tłusto połyskującego albo jako posiadający dość mocny połysk ołowiany lub stalowy. Połysk i owłosienie są słabiej zaznaczone niż u I. aeneomicans.
Głowę cechuje czoło między wyraźnie wypukłymi, od dołu nieobrzeżonymi promieniście się rozchodzącymi włoskami oczami nie węższe od nasady ryjka. Czułki są stosunkowo smukłe. Ryjek jest niezbyt mocno zakrzywiony, niemal walcowaty, przy nasadach czułków bardzo nieznacznie rozszerzony, stosunkowo skąpo i rzadko, drobniej przy wierzchołku punktowany, pozbawiony owłosienia. U samca ryjek jest tak długi jak głowa i przedplecze razem wzięte lub nieco krótszy, u samicy zaś nieco cieńszy i trochę dłuższy niż u samca, nie krótszy niż głowa i przedplecze razem wzięte.
Przedplecze jest zwykle pośrodku wyraźnie rozszerzone. Powierzchnię ma stosunkowo gęsto pokrytą dość drobnymi punktami o wypłaszczonych dnach. Cechuje się krótkim, podłużnym dołkiem przedtarczkowym. Tarczka jest krótka, naga i niepunktowana. Pokrywy są zwykle trochę smuklejsze niż u podobnego I. modestum, ale o długości mniejszej niż półtorakrotność szerokości, po bokach zaokrąglone, najszersze pośrodku lub za środkiem długości. Międzyrzędy są szersze niż rzędy. Pierwszy człon stóp nie jest wyraźnie dłuższy od następnego.
Spośród widocznych sternitów odwłoka pierwszy i drugi rozdzielone są kompletnym, choć delikatnym szwem. Genitalia samca mają edeagus o długiej płytce tegmenu, rozdzielonych szerokim wcięciem płatach parameroidalnych i spiczasto zakończonym w widoku grzbietowym płacie środkowym (prąciu).

## Ekologia i występowanie
Owad rozmieszczony od nizin po góry. Zamieszkuje stanowiska od wilgotnych po półsuche, w tym łąki, pastwiska, pobrzeża wód i słonawiska. Zarówno larwy, jak i postacie dorosłe są oligofagicznymi fitofagami bobowatych. Głównymi roślinami pokarmowymi są komonice, zwłaszcza komonica zwyczajna, ale także błotna, wąskolistna. Poza tym stwierdzono żerowanie tego owada na groszku łąkowym, lucernie sierpowatej, seradeli drobnej, szyplinach i wyce czteronasiennej. Larwy rozwijają się wewnątrz strąków po kilka sztuk w każdym (zwykle dwie lub trzy), prowadząc do ich miejscowych nabrzmień i zniekształceń. Tam też następuje przepoczwarczenie. Aktywne postacie dorosłe obserwuje się od kwietnia do października.
Gatunek palearktyczny. W Europie znany jest z Portugalii, Hiszpanii, Andory, Irlandii, Wielkiej Brytanii, Francji, Luksemburga, Holandii, Niemiec, Szwajcarii, Austrii, Włoch, Danii, Szwecji, Norwegii, Finlandii, Estonii, Łotwy, Litwy, Polski, Czech, Słowacji, Węgier, Ukrainy, Rumunii, Bułgarii, Chorwacji, Serbii oraz europejskiej części Rosji, w Afryce Północnej z Maroka i Algierii, a w Azji z zachodniosyberyjskiej części Rosji, Gruzji, Syrii, Kazachstanu, Iranu i Mongolii. Na północy starego kontynentu wykracza zasięgiem daleko poza koło podbiegunowe. W Europie Środkowej jest nierzadki.